# 에든버러 동물원

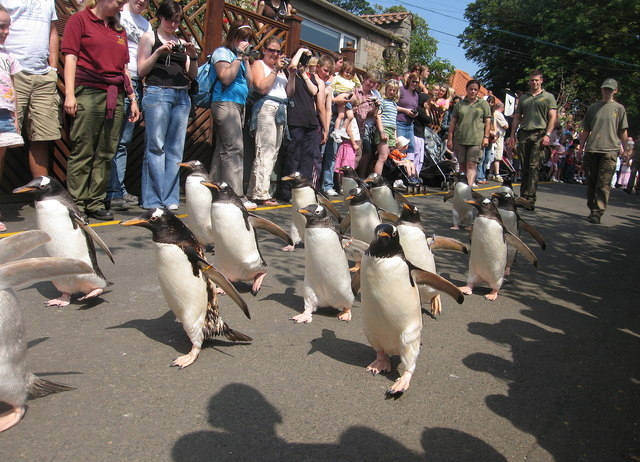
에든버러 동물원

에든버러 동물원(영어: Edinburgh Zoo, 과거 명칭: Scottish National Zoological Park)은 스코틀랜드 에든버러에 있는 동물원이다. 1913년 설립되었으며, 171종 1075마리의 동물원이 사육되고 있다.